# Orthoporus sanctus
Orthoporus sanctus är en mångfotingart som beskrevs av Chamberlin 1947. Orthoporus sanctus ingår i släktet Orthoporus och familjen Spirostreptidae. Inga underarter finns listade i Catalogue of Life.